# Municipio San Pedro de Tiquina
Das Municipio San Pedro de Tiquina liegt im Departamento La Paz. Das Municipio trägt seinen Namen nach der Straße von Tiquina, einer 800 m breiten Seeenge, die den nördlichen Teil des Titicacasees mit dem südlichen Teil verbindet.

## Lage im Nahraum
Das Municipio San Pedro de Tiquina ist eines von drei Municipios der Provinz Manco Kapac und liegt im südöstlichen Teil der Provinz. Es grenzt im Süden, Osten und Norden an den Titicacasee, im Süden außerdem an die Republik Peru und im Nordosten an das Municipio Tito Yupanqui.
Das Municipio hat 31 Ortschaften (localidades), der zentrale Ort des Municipios ist San Pedro de Tiquina mit 694 Einwohnern im zentralen Teil des Municipio, der größte Ort ist San Pablo de Tiquina mit 981 Einwohnern auf der nordöstlichen Seite der Straße von Tiquina. (2001)

## Geographie
Das Municipio San Pedro de Tiquina liegt auf dem bolivianischen Altiplano auf der Copacabana-Halbinsel im Titicaca-See in einer mittleren Höhe von 3850 m. Die Jahresdurchschnittstemperatur des Municipio liegt bei 10 °C (siehe Klimadiagramm El Alto), der Jahresniederschlag beträgt etwa 600 mm. Die Region weist ein ausgeprägtes Tageszeitenklima auf, die Monatsdurchschnittstemperaturen schwanken nur unwesentlich zwischen 8 °C im Juli und 11 °C im Dezember. die Monatsniederschläge liegen zwischen unter 10 mm in den Monaten Juni und Juli und etwa 100 mm von Dezember bis Februar.

## Bevölkerung
Die Einwohnerzahl des Municipio San Pedro de Tiquina ist zwischen 1992 und 2024 um mehr als die Hälfte angestiegen:
| Jahr | Einwohner | Quelle       |
| ---- | --------- | ------------ |
| 1992 | 5490      | Volkszählung |
| 2001 | 6093      | Volkszählung |
| 2012 | 5962      | Volkszählung |
| 2024 | 9097      | Volkszählung |

Die Lebenserwartung der Neugeborenen lag im Jahr 2001 bei 57,8 Jahren, die Säuglingssterblichkeit ist von 9,7 Prozent (1992) auf 8,2 Prozent im Jahr 2001 gesunken.
Der Alphabetisierungsgrad bei den über 19-Jährigen beträgt 69,2 Prozent, und zwar 90,4 Prozent bei Männern und 50,2 Prozent bei Frauen (2001).
68,8 Prozent der Bevölkerung sprechen Spanisch, 92,5 Prozent sprechen Aymara, und 1,2 Prozent Quechua. (2001)
50,7 Prozent der Bevölkerung haben keinen Zugang zu Elektrizität, 83,1 Prozent leben ohne sanitäre Einrichtung (2001).
65,3 Prozent der 2.171 Haushalte besitzen ein Radio, 17,8 Prozent einen Fernseher, 13,2 Prozent ein Fahrrad, 0,1 Prozent ein Motorrad, 1,0 Prozent ein Auto, 1,6 Prozent einen Kühlschrank, 1,6 Prozent ein Telefon. (2001)

## Politik
Ergebnis der Regionalwahlen (concejales del municipio) vom 4. April 2010:
| Wahl- berechtigte |  | Wahl- beteiligung | gültige Stimmen |  | MAS-IPSP | I.D.E.A. | ASP    | MSM    |
| ----------------- |  | ----------------- | --------------- |  | -------- | -------- | ------ | ------ |
| 2.827             |  | 2.520             | 1.670           |  | 658      | 481      | 327    | 204    |
|                   |  | 89,1 %            | 66,3 %          |  | 39,4 %   | 28,8 %   | 19,6 % | 12,2 % |

Ergebnis der Regionalwahlen (elecciones de autoridades políticas) vom 7. März 2021:
| Wahl- berechtigte |  | Wahl- beteiligung | gültige Stimmen |  | J.A.LLALLA.L.P. | MAS-IPSP | ASP    | PBCSP  | MTS    | SOL.BO | FPV    |
| ----------------- |  | ----------------- | --------------- |  | --------------- | -------- | ------ | ------ | ------ | ------ | ------ |
| 3.289             |  | 2.728             | 2.284           |  | 923             | 746      | 147    | 130    | 108    | 53     | 49     |
|                   |  | 82,94 %           | 83,72 %         |  | 40,41 %         | 32,66 %  | 6,44 % | 5,69 % | 4,73 % | 2,32 % | 2,15 % |

## Gliederung
Das Municipio untergliederte sich bei der letzten Volkszählung von 2012 in die folgenden fünf Kantone (cantones):
- 02-1702-01 Kanton San Pedro de Tiquina – 1 Ortschaft – 694 Einwohner (2001: 839 Einwohner)
- 02-1702-02 Kanton San Pablo de Tiquina – 3 Ortschaften – 1.191 Einwohner (2001: 1.474 Einwohner)
- 02-1702-03 Kanton Santiago de Ojje – 6 Ortschaften – 1.081 Einwohner (2001: 516 Einwohner)
- 02-1702-04 Kanton Calata de San Martin – 8 Ortschaften – 959 Einwohner (2001: 1.282 Einwohner)
- 02-1702-05 Kanton Villa Amacari – 13 Ortschaften – 2.037 Einwohner (2001: 1.982 Einwohner)

## Ortschaften im Municipio San Pedro de Tiquina
- Kanton San Pedro de Tiquina
  - San Pedro de Tiquina 694 Einw.

- Kanton San Pablo de Tiquina
  - San Pablo de Tiquina 981 Einw.

- Kanton Villa Amacari
  - Villa Amacari 509 Einw.